# 蘭姆縣 (德克薩斯州)
蘭姆縣（英語：Lamb County）位美國德克薩斯州北部狹地的一個縣。面積2,636平方公里。根据美國2000年人口普查，共有人口14,709人。縣治利特爾菲爾德（Littlefield）。
成立於1876年8月21日，縣政府成立於1898年6月20日。縣名紀念在聖哈辛托之役中陣亡的的喬治·A·蘭姆。